# إيمي روبرتس
إيمي روبرتس (بالإنجليزية: Amy Roberts) هي دراجة بريطانية، ولدت في 24 ديسمبر 1994 في لنلي ‏ في المملكة المتحدة.

## وصلات خارجية
- إيمي روبرتس على موقع الاتحاد الدولي للدراجات (الإنجليزية)
- إيمي روبرتس على موقع أرشيف الدراجات (الإنجليزية)
- إيمي روبرتس على موقع إحصائيات الدراجات الإحترافية (الإنجليزية)
- إيمي روبرتس على موقع نسبة الدراجات (الإنجليزية)
- إيمي روبرتس على موقع اتحاد ألعاب الكومنولث (مؤرشف) (الإنجليزية)